# 佐々誠
佐々 誠（ささ あきら、1890年（明治23年）8月5日 - 1948年（昭和23年）4月23日）は、大日本帝国陸軍軍人。最終階級は陸軍少将。

## 経歴
1890年（明治23年）に東京府で生まれた。陸軍士官学校第23期、陸軍大学校第32期卒業。1935年（昭和10年）8月1日に陸軍航空兵大佐進級と同時に飛行第4連隊長に着任。1937年（昭和12年）7月31日に飛行第8大隊長に転じ、11月1日に下志津陸軍飛行学校幹事に就任した。
1938年（昭和13年）7月に陸軍少将に進級。1939年（昭和14年）8月に第2飛行団長に就任し、会寧に駐屯した。1940年（昭和15年）8月に中部軍司令部附となり、1941年（昭和16年）8月に中部軍兵務部長に就任した。1942年（昭和17年）8月にタイ俘虜収容所の初代所長に就任し、1943年（昭和18年）6月10日に中部軍司令部附となり、6月22日に予備役に編入された。1947年（昭和22年）11月28日、公職追放仮指定を受けた。
終戦後は戦犯として逮捕され、シンガポールで収監された。タイ俘虜収容所長在任時に行われた泰緬鉄道建設において、捕虜虐待や死者を出したことの管理責任を問われ、絞首刑の判決が下り、1948年（昭和23年）4月23日に執行された。